# Wow (canción de Zara Larsson)
«Wow» es una canción interpretada por la cantante y compositora sueca Zara Larsson. TEN y Epic lanzaron la canción originalmente como un sencillo promocional el 26 de abril de 2019. Larsson compuso y produjo la canción junto al dj estadounidense Marshmello. La canción apareció como parte de la banda sonora de la película de Netflix Work It (2020), por lo cual, Larsson anunció que se lanzaría como sencillo el 26 de agosto de 2020, siendo el segundo sencillo de su tercer álbum de estudio, que fue el segundo en ser lanzado a nivel internacional titulado Poster Girl. Un remix de la canción fue lanzado el 25 de septiembre de 2020 junto a la cantante estadounidense Sabrina Carpenter.

## Antecedentes
La canción fue presentada por primera vez en un anuncio de la empresa Citibank en los Estados Unidos. Luego se registró la canción en la aplicación de identificación de música Shazam, y el 10 de abril de 2019, el funcionario verificó la cuenta del sello discográfico TEN Music Group de Larsson en el sitio web Genius. La fecha de estreno de la canción fue el 26 de abril de 2019, teniendo un mes de diferencia con el lanzamiento del sencillo anterior «Don't Worry Bout Me».

## Recepción

### Comentarios de la crítica
Mike Wass de Idolator describió a la canción como una «sensación sexy sobre tu cuerpo», calificándola como una «incorporación emocionante a la discografía de Larsson» y que la misma se complementa con su «magnífico coro».

## Posicionamiento en las listas

### Semanales
| Escocia        | Official Charts Company          | 45 |
| Estados Unidos | Billboard Dance/Mix Show Airplay | 11 |
| Estados Unidos | Billboard Digital Songs          | 38 |
| Estados Unidos | Billboard Mainstream Top 40      | 39 |
| Irlanda        | IRMA Top 100 Singles             | 95 |
| Nueva Zelanda  | Recorded Music NZ                | 37 |
| Reino Unido    | Download Official Charts Company | 42 |
| Suecia         | Sverigetopplistan                | 27 |

## Certificaciones
| País   | Organismo certificador | Certificación | Ventas certificadas | Simbolización | Ref.   |
| ------ | ---------------------- | ------------- | ------------------- | ------------- | ------ |
| Brasil | Pro-Música Brasil      | Oro           | 20 000              | ●             | [ 15 ] |